# El Birké
El Birké est un canton (et deux villages) du Cameroun situé dans le département du Logone-et-Chari et la Région de l'Extrême-Nord, au sud-est du lac Tchad, à la frontière avec le Tchad. Il fait partie de la commune de Logone-Birni.

## Population
Lors du recensement de 2005, 11 340 personnes ont été dénombrées dans le canton, 328 à El Birké I et 93 à El Birké II.